# Annette Schlemm

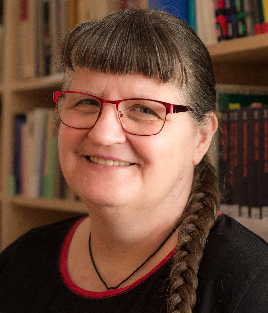
Annette Schlemm (2017)

Annette Schlemm (* 1961 in Burgstädt) ist eine deutsche Physikerin, promovierte Philosophin und Autorin.
Neben ihrer beruflichen Arbeit verfolgt sie Fragestellungen der Energiepolitik, der Nanotechnik im Bereich Photovoltaik, der Unternehmensorganisation und der Technikphilosophie, zu denen sie zahlreiche Essays verfasst hat. Im Rahmen der Zukunftswerkstatt Jena geht sie der Frage nach, wie eine humane und lebenswerte Gesellschaft in der Zukunft aussehen könnte, und hält Vorträge über planetare Belastungsgrenzen. Ihre Perspektive als gebürtige Staatsangehörige der DDR, die mit der dort vorherrschenden Philosophie vertraut war, begründet ihr besonderes Interesse an den „Ereignissen um das Ende der DDR und den damit verbundenen Fragen nach den Ursachen des Zusammenbruchs und möglichen Perspektiven der weiteren Entwicklung“. Darüber hinaus ist Annette Schlemm in verschiedenen Initiativen der alternativen Szene mit dem Schwerpunkt Klimapolitik und in einigen sozialen Bewegungen engagiert.

## Leben
Geboren in einer Kleinstadt wuchs Annette Schlemm in Karl-Marx-Stadt auf. Sie absolvierte zunächst eine Lehre als Zootechnikerin und studierte anschließend Physik an der Universität Jena. 2005 wurde sie an der Universität Kassel mit einer wissenschaftsphilosophischen Arbeit zum Thema Wie wirklich sind Naturgesetze? promoviert. Gutachter waren Rainer E. Zimmermann und Wolfdietrich Schmied-Kowarzik, die Dissertation wurde noch im selben Jahr veröffentlicht. Darin setzt sie sich am Beispiel der Physik mit dem Wirklichkeitsbezug physikalischer Gesetze auseinander, indem sie aus Hegels Verständnis von der Stellung der Gesetze zur Wirklichkeit, aus nichtdialektischen Wissenschaftstheorien und der dialektischen Erkenntnistheorie (sie spricht von „Onto-Epistemologie“) im Begriff naturwissenschaftlicher Gesetze Schlussfolgerungen ableitet.
Schlemm ist unter anderem Autorin der Zeitschriften Streifzüge und Contraste und veröffentlicht im Packpapier-Verlag. Sie ist Mitglied der Ernst-Bloch-Assoziation, auf deren Jahrestagungen sie wiederholt Vorträge hielt. Zudem ist sie Mitglied der Gesellschaft für dialektische Philosophie. Sie beteiligt sich an verschiedenen Initiativen der alternativen Szene und in sozialen Bewegungen.
Im September 2018 beteiligte sich Schlemm in Berlin an der Ferienuniversität der Alice Salomon Hochschule zum Thema Kritische Psychologie und gestaltete dort die Einführungsveranstaltung unter dem Titel Dialektik in der Kritischen Psychologie.
Ende 2018 nahm Schlemm eine Tätigkeit an der Universität Bonn auf, in deren Rahmen sie sich mit dem Thema Gesellschaft ohne Geld befasst. Im Kontext dieser Projektarbeit wurde von der Projektgruppe im Jahr 2019 das Buch Postmonetär denken – Eröffnung eines Dialogs herausgegeben, in dem Schlemm den Beitrag Das Geld als Alien. Postmonetäres in der utopischen Literatur und Science-Fiction verfasste. Darin arbeitet sie heraus, „unter welchen Voraussetzungen die Welten ohne oder mit anderen Geldformen vorgestellt werden können“.
Schlemm hat eine erwachsene Tochter, wohnt in dem Dorf Milda und arbeitete früher als Applikations-Ingenieurin. Auf ihrer Website, auf der u. a. Christoph Spehr, Herbert Hörz und Rainer Zimmermann Beiträge veröffentlichten, betreibt sie ein philosophisches Blog. Darin informiert sie beispielsweise über den Klimastreik im Rahmen der Bewegung Fridays for Future oder auch über Aktivitäten vom Klimanetz Jena, über deren Bemühungen im Vorfeld der Landtagswahl im Oktober 2019 die Ostthüringer Zeitung berichtete. Zudem hält sie regelmäßig Vorträge, etwa 2019 auf der Jahrestagung des Eine Welt Netzes sowie 2019 und 2020 auf der Public Climate School der Students+ for Future Jena.
Sie ist Teil des Projekts Die Gesellschaft nach dem Geld, das sich Commons-basiertem Wirtschaften durch agentenbasierte Modellierung und Simulation widmet. Zudem ist sie als "Researcher" beim unabhängigen Institute for a Global Sustainable Information Society (GSIS) in Wien aktiv.

## Wirken
Der Sozialwissenschaftler Christian Fuchs schrieb in seiner Rezension zum zweiten Band von Schlemms Buch Daß nichts bleibt, wie es ist… (1999), Schlemm komme in ihrer Analyse der kapitalistischen Produktionsweise zu dem Schluss, dass der Kapitalismus die globalen Probleme nicht lösen könne, sondern sie vielmehr selbst verursache oder verschärfe. „Das soziale Selbstorganisationskonzept könne behilflich sein, um Wege aus dem Kapitalismus in eine nachökonomische Gesellschaft zu finden, in der es kein Primat von Ökonomie, Wert und Profit mehr gibt.“ Dabei verstehe Schlemm unter sozialer Selbstorganisation eine „gesellschaftliche Organisation von unten, die sich gegen Fremdbestimmung wendet, sowie nichtherrschaftsförmige, föderal-vernetzte Assoziationen freier Menschen“. Schließlich empfiehlt Fuchs Schlemms Buch zur Lektüre all „jenen, die Interesse an visionärer und kritischer Gesellschaftsanalyse haben“.
Schlemm setzt sich in ihrem Buch Climate Engineering (2023) kritisch mit den technischen Interventionen zur Bekämpfung der Klimaerwärmung auseinander. Sie hinterfragt die Motive hinter solchen großtechnologischen Eingriffen und sieht in ihnen eine Verschleierung kapitalistischer Interessen, anstatt echte gesellschaftliche Veränderungen anzustreben. Schlemm erörtert verschiedene Methoden des Climate Engineering, wie die Kohlenstoffabscheidung und Sonnenstrahlungsmanagement, und beleuchtet deren Risiken und ökologische Nebenwirkungen. Zudem plädiert sie für eine öffentliche Debatte über die gesellschaftlichen Bedingungen, die solche technischen Lösungen begünstigen, und fordert einen Paradigmenwechsel weg von der kapitalistischen Wachstumslogik hin zu echter Nachhaltigkeit.
Im Jahr 2008 interviewte der Zukunftsforscher Werner Mittelstaedt Schlemm für die von ihm gegründete und herausgegebene Zeitschrift Blickpunkt Zukunft. Mittelstaedt fragt nach den „drei wichtigsten Zukunftsgefährdungen“. Die sieht Schlemm zunächst in den „ökologisch drastischen Folgen der Klimaerwärmung“, für die „mittelfristige Worst-Case-Szenarien“ mitbedacht werden müssten. Für die Probleme, die durch die Globalisierung erzeugt werden, setze sie „auf die Entwicklung der ‚Anti-Globalisierungs‘-Bewegungen“. Anfang der 1990er Jahre seien sie und ihre Kollegen aus der Zukunftswerkstatt wegen ihrer Warnungen „verlacht“ worden. Zwar könne auch jeder Einzelne ein Scherflein zur Verbesserung beitragen, im Wesentlichen aber müsse sich die Wirtschaft ändern, „die nicht an den Bedürfnissen von Menschen orientiert ist, sondern am Profit“. Dabei sollten die Menschen ihre Interessen, „ihre Entscheidungs- und Handlungsfreiheit“ nicht an die Politik abtreten, „sondern völlig neue kooperativ-gesellschaftlichen Strukturen entwickeln“. Sie wünsche sich, dass sich die Menschen, egal in welchem Land, „gegen die Durchkapitalisierung ihrer Heimat wehren“. Befragt zu den Lebensverhältnissen in den neuen Bundesländern meinte Schlemm, die „wirkliche Kluft bezüglich der Lebenslagen“ bestehe nicht zwischen den Regionen, „sondern nach wie vor zwischen ‚oben‘ und ‚unten‘ in der sozialen Hierarchie“ – und jene Menschen, die nach „unten“ sortiert würden, lebten „eher in den Gebieten der ehemaligen DDR“. Sie habe sich u. a. mit der Chaostheorie befasst, sei aber inzwischen vorsichtig geworden, aus abstrakten Theorien Handlungsorientierungen abzuleiten: „Es ist sehr willkürlich, was da herausgelesen wird.“ Allerdings würden sie das Wissen über komplexe Vorgänge erweitern helfen.

„Ich bin überzeugt, dass die ökologische bzw. klimapolitische Symptombekämpfung, bei der die Wirtschaft in ihrer kapitalistischen Form nicht in Frage gestellt wird, nicht ausreichen wird, um das hochentwickelte Leben auf diesem Planeten zu retten.“

## Ausgewählte Veröffentlichungen

### Philosophie und Gesellschaft
- Daß nichts bleibt, wie es ist … Kosmos und Leben. Band 1. Lit, Münster 1996, ISBN 3-8258-2928-6.
- Daß nichts bleibt, wie es ist … Möglichkeiten menschlicher Zukünfte. Band 2. Lit, Münster 1999, ISBN 3-8258-4267-3.
- Wie wirklich sind Naturgesetze? Auf Grundlage einer an Hegel orientierten Wissenschaftsphilosophie. Lit, Münster 2005, ISBN 978-3-8258-8723-0.
- Wie weiter nach radikal ent-täuschten Hoffnungen? In: Doris Zeilinger u. a. (Hrsg.): VorSchein 35. Jahrbuch 2017 der Ernst-Bloch-Assoziation. Der Zukunft auf der Spur. Transformation aus der Perspektive Ernst Blochs. Antogo Verlag, Nürnberg 2018, ISBN 978-3-938286-53-1, S. 77–88.
- Trägt oder trügt die Hoffnung aus einer dialektischen Geschichtsphilosophie? In: Aufhebung. Zeitschrift für dialektische Philosophie. Nr. 12, 2018, S. 49–69 (dialektische-philosophie.org [abgerufen am 5. September 2019]).
- Das Geld als Alien. Postmonetäres in der utopischen Literatur und Science-Fiction. In: Projektgruppe Gesellschaft nach dem Geld (Hrsg.): Postmonetär denken. Eröffnung eines Dialogs. Springer Fachmedien, Wiesbaden 2019, ISBN 978-3-658-21706-8.
- Stichworte: Dialektik, Prozess, Subjekt–Objekt. In: Beat Dietschy, Doris Zeilinger, Rainer Zimmermann (Hrsg.): Bloch-Wörterbuch. Leitbegriffe der Philosophie Ernst Blochs. De Gruyter, Berlin, Boston 2012, ISBN 978-3-11-220488-7.
- mit Jörg Bergstedt, Jan-Hendrik Cropp: Technik: Für ein gutes Leben oder für den Profit? Hrsg.: Stiftung FreiRäume. Seitenhieb-Verlag, Reiskirchen 2012, ISBN 978-3-86747-049-0.
- Gruppe Gegenbilder (Hrsg.): Freie Menschen in freien Vereinbarungen. Gegenbilder zu Markt und Staat. Überarbeitet von Jörg Bergstedt. 2. Auflage. Projektwerkstatt, Reiskirchen-Saasen 2012, ISBN 978-3-86747-005-6.
- mit Christian Fuchs: The Self-Organisation of Society. In: INTAS “Human Strategies in Complexity” Research Paper. 2002 (englisch, ssrn.com [abgerufen am 12. September 2019]).
- Climate Engineering. Wie wir uns technisch zu Tode siegen, statt die Gesellschaft zu revolutionieren, Mandelbaum Verlag, Berlin, Wien 2023, ISBN 978-3-99136-507-5.
- Fortschritt als Fehlschritt? Eine rettende Kritik (= theorie.org). Schmetterling Verlag, Stuttgart 2025, ISBN 978-3-89657-028-4.

### Physik
- Funktionelle Oberflächenparameter im Fokus. In: WOMag – Kompetenz in Werkstoff und funktioneller Oberfläche. Nr. 9, 7. September 2015 (wotech-technical-media.de [abgerufen am 5. April 2021]).